# Jürgen Oberschelp
Jürgen Oberschelp (Bielefeld, 12 de Julho de 1938) é um maestro e pedagogo alemão.

## Biografia
Depois de estudar musicologia, educação musical, geografia e pedagogia em Colónia, Mogúncia e Viena, doutorou-se em 1972, em na Universidade de Colónia, com a dissertação Das öffentliche Musikleben der Stadt Bielefeld im 19. Jahrhundert (ouseja: A vida pública musical da cidade de Bielefeld no século XIX).
Entre 1971 e 2002 leccionou as disciplinas de Música e Geografia no Max-Planck-Gymnasium em Bielefeld, Renânia do Norte-Vestfália, tendo-se aposentado como professor sénior (Oberstudienrat).
Na década de 1960 assumiu a direcção do Coro Juvenil de Bielefeld, que seu pai Friedrich Oberschelp (1895-1986) tinha fundada em 1932 e presidido até então. Este coro juvenil já realizou inúmeros concertos, publicou uma extensa discografia e fez diversas digressões no estrangeiro.

## Publicações
- Das öffentliche Musikleben der Stadt Bielefeld im 19. Jahrhundert. Bosse, Regensburg 1972 (ed. também: Köln, Univ., Philos. Fak., Diss. 1972); ISBN 3-7649-2575-2
- Das Verschwinden der Kunst in der "Kunst des Zitats". Versuch über Popästhetik in den 80er Jahren. Univ., Diss., Bielefeld 1991

## Discografia (selecção)
como director e maestro do Bielefelder Kinderchor:
- Lieder zur Winter- und Weihnachtszeit. Ariola-Eurodisc, Gütersloh / München 1980
- Jetzt kommen die lustigen Tage. Ariola-Eurodisc, Gütersloh / München 1980
- Die schönsten europäischen Volkslieder. Ariola-Eurodisc, Gütersloh / München 1981
- Das grosse Jubiläumskonzert. 50 Jahre Bielefelder Kinderchor. Ariola-Eurodisc, Gütersloh / München 1982
- 75 Jahre Bielefelder Kinderchor